# Arthur Corbin Gould

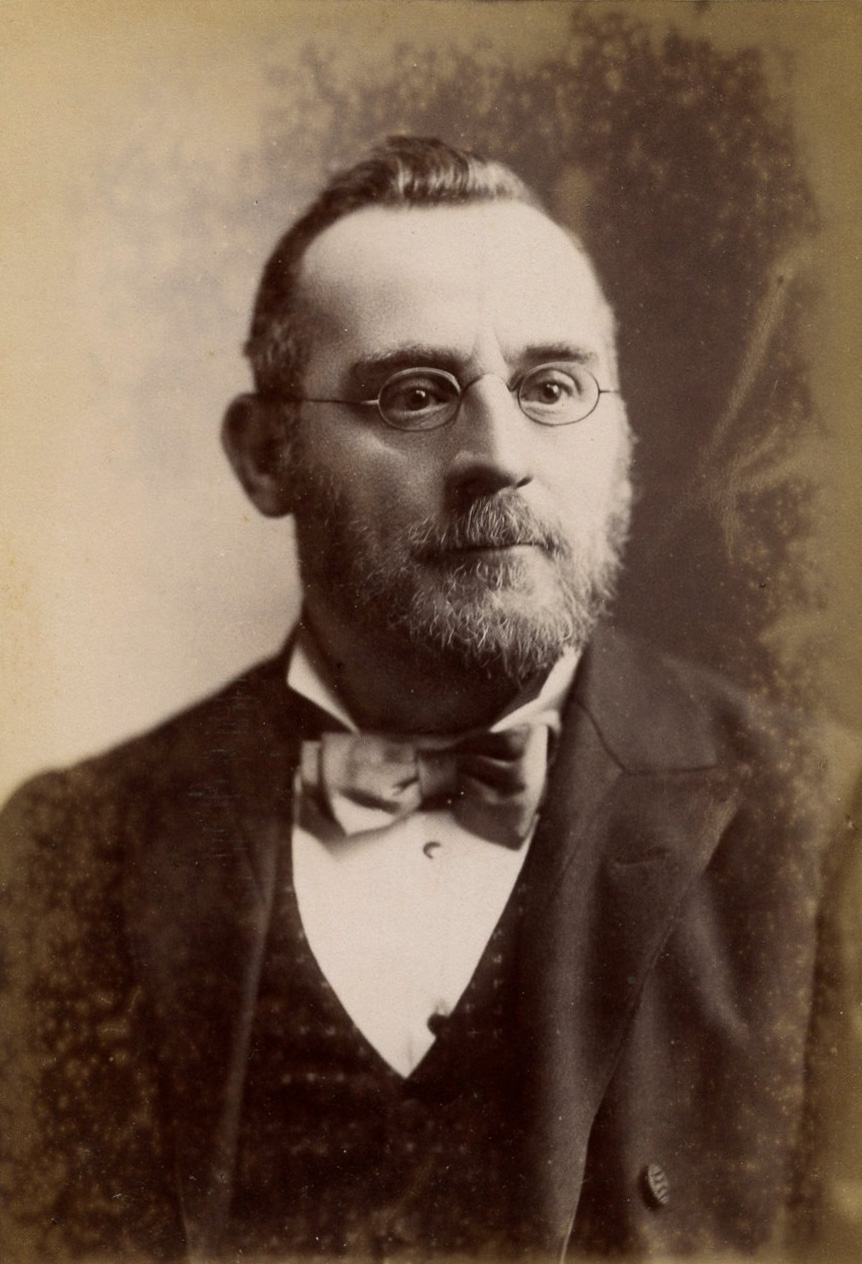
Arthur Corbin Gould um 1890

Arthur Corbin Gould (* 20. Mai 1850 in Boston; † 22. November 1903) war ein amerikanischer Sportschütze, Waffenexperte und Autor. Er gründete 1885 das Magazin The Rifle und war dessen Herausgeber. Das Magazin war der Vorläufer des Magazins The Rifleman der National Rifle Association (NRA), heute American Rifleman.  
Gould war Mitglied der Massachusetts Rifle Association. Gould schrieb die Bücher The Modern American Pistol and Revolver und Modern American Rifles. Arthur Corbin Gould war umfassend an Technik, Funktion und Schussergebnissen der Waffen interessiert.